# أوليفييه ويبر
أوليفييه ويبر (بالفرنسية: Olivier Weber) (و. 1958  م) هو صحفي، ومخرج أفلام، ودبلوماسي، وكاتب، وكاتب سير فرنسي، ولد في مونلوسون.

## مناصب
تولى منصب سفير.

## التعليم
تعلم في معهد اللغات والحضارات الشرقية بباريس، ومدرسة الدراسات العليا في العلوم الاجتماعية، وجامعة نيس صوفيا أنتيبوليس، وجامعة سان فرانسيسكو.

## جوائز
حصل على جوائز منها:
- European and Mediterranean book prize [الإنجليزية]‏ (2017)
- جائزة أمريكو فسبوتشي [الإنجليزية]‏ (2011)[5]
- وسام جوقة الشرف من رتبة فارس (2009)
- Prix Joseph Kessel [الإنجليزية]‏ (1998)
- جائزة ألبرت لندرس (1992).

## وصلات خارجية
- أوليفييه ويبر على موقع IMDb (الإنجليزية)
- أوليفييه ويبر على موقع ألو سيني (الفرنسية)
- أوليفييه ويبر على موقع أول موفي (الإنجليزية)